# WWE-pay-per-viewevenementen 2007
De WWE-pay-per-viewevenementen in 2007 bestond uit professioneel worstelevenementen, die door de WWE werden georganiseerd in het kalenderjaar 2007.
In 2007 introduceerde de organisator, toen de World Wrestling Entertainment genaamd, geen nieuwe evenementen. Dit jaar werd New Year's Revolution voor de laatste keer georganiseerd door de WWE.

## WWE-pay-per-viewevenementen in 2007
| Datum             | Evenement                     | Locatie                              | Stad                         |
| ----------------- | ----------------------------- | ------------------------------------ | ---------------------------- |
| 7 januari 2007    | New Year's Revolution         | Kemper Arena                         | Kansas City (Missouri)       |
| 28 januari 2007   | Royal Rumble                  | AT&T Center                          | San Antonio (Texas)          |
| 18 februari 2007  | No Way Out                    | Staples Center                       | Los Angeles (Californië)     |
| 1 april 2007      | WrestleMania 23               | Ford Field                           | Detroit (Michigan)           |
| 29 april 2007     | Backlash                      | Philips Arena                        | Atlanta (Georgia)            |
| 20 mei 2007       | Judgment Day                  | Scottrade Center                     | Saint Louis (Missouri)       |
| 3 juni 2007       | One Night Stand               | Jacksonville Veterans Memorial Arena | Jacksonville (Florida)       |
| 24 juni 2007      | Vengeance: Night of Champions | Toyota Center                        | Houston (Texas)              |
| 22 juli 2007      | The Great American Bash       | HP Pavilion                          | San Jose (Californië)        |
| 26 augustus 2007  | SummerSlam                    | Continental Airlines Arena           | East Rutherford (New Jersey) |
| 16 september 2007 | Unforgiven                    | FedExForum                           | Memphis (Tennessee)          |
| 7 oktober 2007    | No Mercy                      | Allstate Arena                       | Rosemont (Illinois)          |
| 28 oktober 2007   | Cyber Sunday                  | Verizon Center                       | Washington D.C.              |
| 18 november 2007  | Survivor Series               | American Airlines Arena              | Miami (Florida)              |
| 16 december 2007  | Armageddon                    | Mellon Arena                         | Pittsburgh (Pennsylvania)    |